# قحطان جثير
قحطان جثير درين: لاعب كرة قدم عراقي مهاجم، لعب لمنتخب العراق في كأس آسيا 1996. كما لعب لنادي الطلبة، الكرخ، ونادي اتحاد كلباء، ونادي الصناعة العراقي.
بعد تقاعده في عام 2007، تم تعيينه مدربا لنادي الصناعة العراقي وبقي في هذا المنصب حتى عام 2013. ثم عين مدرب لمنتخب العراق للناشثين ونجح بالفوز مع الفريق ببطولة غرب اسيا للناشئين لسنة 2015.

## وصلة خارجية
- قحطان جثير على موقع ناشيونال فوتبول تيمز (الإنجليزية)